# Гербы районов Ставропольского края
Гербы городских округов
| Герб | Наименование                                | Дата утверждения                       | Номер в ГГР |
| ---- | ------------------------------------------- | -------------------------------------- | ----------- |
|      | Герб города Ставрополь                      | 17 августа 1994 года                   |             |
|      | Герб Благодарненского городского округа     | 26 июля 2011 года                      | 7153        |
|      | Герб Георгиевского городского округа        | 26 июня 2009 года                      |             |
|      | Герб города-курорта Ессентуки               | 27 декабря 2005 года                   | 2218        |
|      | Герб города-курорта Железноводск            | 24 мая 2002 года                       |             |
|      | Герб Изобильненского городского округа      | 24 апреля 2014 года; 22 декабря 2017   | 10387       |
|      | Герб Ипатовского городского округа          | 24 марта 2015; 27 марта 2018 года      | 10383       |
|      | Герб Кировского городского округа           | 20 февраля 2006 года                   | 6583        |
|      | Герб города-курорта Кисловодск              | 25 января 2013 года                    | 8277        |
|      | Герб города Лермонтов                       | 8 февраля 1996 года                    | 135         |
|      | Герб Минераловодского городского округа     | 12 декабря 2014 года                   | 10116       |
|      | Герб города Невинномысск                    | 31 июля 1995 года                      |             |
|      | Герб Нефтекумского городского округа        | 21 марта 2006 года                     | 3889        |
|      | Герб Новоалександровского городского округа | 21 сентября 2007 года                  |             |
|      | Герб Петровского городского округа          | 29 мая 2009 года; 14 декабря 2018 года | 5060        |
|      | Герб города-курорта Пятигорск               | 22 сентября 2007 года                  | 4134        |
|      | Герб Советского городского округа           | 25 апреля 2007 года                    | 3465        |

Гербы муниципальных округов
| Герб | Наименование                                  | Дата утверждения          | Номер в ГГР |
| ---- | --------------------------------------------- | ------------------------- | ----------- |
|      | Герб Александровского муниципального округа   | 20 ноября 2009 года       |             |
|      | Герб Андроповского муниципального округа      | 25 декабря 2015 года      | 10761       |
|      | Герб Апанасенковского муниципального округа   | 1 июля 2014 года          | 10385       |
|      | Герб Арзгирского муниципального округа        | 17 июня 2011 года         | 7714        |
|      | Герб Благодарненского муниципального округа   | 26 июля 2011              | 7153        |
|      | Герб Будённовского муниципального округа      | 28 июня 2007 года         | 3891        |
|      | Герб Георгиевского муниципального округа      | 5 февраля 2008 года       |             |
|      | Герб Грачёвского муниципального округа        | 15 сентября 2009 года     |             |
|      | Герб Кочубеевского муниципального округа      | 20 ноября 2014 года       | 9990        |
|      | Герб Красногвардейского муниципального округа | 10 ноября 2006 года       | 2831        |
|      | Герб Курского муниципального округа           | 26 декабря 2011 года      | 8836        |
|      | Герб Левокумского муниципального округа       | 22 апреля 2014 года       | 9994        |
|      | Герб Новоселицкого муниципального округа      | 30 августа 2006 года      | 2692        |
|      | Герб Предгорного муниципального округа        | 22 декабря 2017 года      |             |
|      | Герб Степновского муниципального округа       | 27 ноября 2008 года       | 4560        |
|      | Герб Труновского муниципального округа        | 26 декабря 2006 года      | 2827        |
|      | Герб Туркменского муниципального округа       | 21 ноября 2014 года № 127 | 9992        |
|      | Герб Шпаковского муниципального округа        | 24 апреля 2009 года       | 6585        |

## См.также
- Административное деление Ставропольского края
- Гербы Ставропольского края